# Житна гъгрица
Жѝтна гъгрѝца (Sitophilus granarius) – дребен бръмбар от семейство хоботници (Curculionidae) срещащ се из целия свят включително и в България. Сериозен вредител е по складираните зърнени култури и техните продукти.

## Морфология

### Имаго
Възрастното насекомо е с цилиндрично издължено тяло и устен апарат разположен на края на дълго хоботче (рострум). Тялото е дълго 3-4 mm (без хоботчето), кафяво-черно на цвят.
Преднегръбът леко заоблен, най-широк в средата. Пронотумът е гъсто точкуван, като точиците са силно удължени и по това се различава от другите гъгрици срещащи се в България.
Елитрите са слети, а задните крилца и летателните мускули са недоразвити и затова не може да лети. Това намалява загубата на течности и е вследствие на приспособяването към живот в (сухи) складови помещения където храната е в изобилие и няма нужда от придвижване на големи разстояния.

## Жизнен цикъл
Житната гъгрица има 3-4 поколения годишно и презимува предимно като имаго, но понякога и като ларва или какавида. Тя e облигатен синантроп и се развива само в складови помещения – не е намирана в природата, далеч от селищата.
Женската снася 40-300 през живота си. Обикновено снася по едно яйце във всяко зърно, но в царевичното зърно може да снесе и повече. Това става като женската прогризва малка дупчица в зърното, снася в нея яйце посредством яйцеполагалото си и след това запечатва дупката с безцветен лепкав секрет който се втвърдява на въздуха. Цялото преимагинално развитие на насекомото протича в зърното. Само имагото излиза навън за да се размножи.

## Икономическа значимост
Житната гъгрица нанася големи вреди на складираните зърнени житни култури като пшеница, ръж, ечемик, овес, ориз, царевица. Напада също и продукти като брашно, фиде, макаронени изделия и др. Скритото им преимагинално развитие вътре в зърната ги прави трудни за откриване и затова са разработени множество съвременни методи за навременното им откриване като спектроскопия, ЯМР, компютърна томография, имунологичен и молекулярен анализ.